# Mateusz Goliński
Mateusz Antoni Goliński (ur. 1960 we Wrocławiu) – polski historyk, specjalizujący się w historii miast, historii średniowiecznej, historii wojskowości, średniowieczu Śląska; nauczyciel akademicki związany z Uniwersytetem Wrocławskim.

## Życiorys
Urodził się w 1960 roku we Wrocławiu, z którym związał zarówno życie rodzinne, jak i zawodowe. Tutaj ukończył kolejno Szkołę Podstawową nr 12 im. Marii Curie-Skłodowskiej (1975) oraz klasę o profilu humanistycznym w IV Liceum Ogólnokształcące w 1979 roku. W tym samym roku po zdanym egzaminie maturalnym podjął studia historyczne na Uniwersytecie Wrocławskim, zakończone zdobyciem tytułu zawodowego magistra w 1984 roku. Następnie kształcił się dalej w ramach studiów doktoranckich, otrzymując jednocześnie stanowisko asystenta w Instytucie Historycznym na swojej macierzystej uczelni. W 1989 roku uzyskał stopień naukowy doktora nauk humanistycznych w zakresie historii na podstawie pracy pt. Podstawy gospodarcze mieszczaństwa wrocławskiego w XIII wieku, której promotorem był doc. dr hab. Jerzy Hauziński. Wraz z nowym tytułem awansował na stanowisko adiunkta w Zakładzie Historii Polski i Powszechnej do XV wieku Instytutu Historycznego UWr. W 1998 roku Rada Wydziału Nauk Historycznych i Pedagogicznych nadała mu stopień naukowy doktora habilitowanego nauk humanistycznych w zakresie historii o specjalności historia średniowieczna Polski na podstawie rozprawy pt. Socjotopografia późnośredniowiecznego Wrocławia (przestrzeń – podatnicy – rzemiosło). Wkrótce potem otrzymał stanowisko profesora nadzwyczajnego, a kilka lat później profesora zwyczajnego. W 2001 roku prezydent Aleksander Kwaśniewski nadał mu tytuł profesora nauk humanistycznych. W tym samym roku objął kierownictwo Zakładu Historii Polski i Powszechnej do XV wieku w Instytucie Historycznym UWr.
W 2012 został członkiem Komitetu Nauk Historycznych PAN.

## Dorobek naukowy
Zainteresowania naukowe Mateusza Golińskiego koncentrują się wokół problematyki związanej z historią średniowiecza na Śląsku, ze szczególnym uwzględnieniem miast, wojskowości tamtych czasów. Do jego najważniejszych publikacji należą:
- Inwentarze zbrojowni i arsenału księcia legnickiego Ludwika IV z lat 1662–1669, Legnica 1993.
- Biogramy mieszczan wrocławskich do końca XIII wieku, Wrocław 1995.
- Wokół socjotopografii późnośredniowiecznej Świdnicy, Wrocław 2000.
- Pieszyce od czasów najdawniejszych do końca XX wieku, Toruń 2002; współautorzy: Jan Kęsik, Leszki Ziątkowski. Toruń 2002.
- Środa Śląska, Wrocław 2003; współredaktor: Marta Młynarska-Kaletynowa.
- Wokół socjotopografii późnośredniowiecznej Świdnicy. Cz. 2, 2004
- Namysłów. Z dziejów miasta i okolic, Namysłów 2006; współautorzy: Elżbieta Kościk, Jan Kęsik.
- Dolny Śląsk. Monografia historyczna, Wrocław 2006; współredaktor: Wojciech Wrzesiński.
- Wrocławskie spisy zastawów, długów i mienia żydowskiego z 1453 roku. Studium z historii kredytu i kultury materialnej, Wrocław 2006.
- Urzędnicy miejscy Świdnicy do 1740 r., Toruń 2007; współautor: Jarosław Maliniak.
- Przy wrocławskim rynku. Rekonstrukcja dziejów własności posesji. Część 1:1345-1420, Wrocław: Chronicon, 2011, ISBN 978-83-932771-3-1.
- Przy wrocławskim rynku. Rekonstrukcja dziejów własności posesji. Część 2: 1421–1500, Wrocław: Chronicon, 2015, ISBN 978-83-938172-8-3.
- Organizacja władz miejskich na obszarze Pierwszej Rzeczypospolitej i na Śląsku w XIII-XVIII w., Toruń 2013.

## Odznaczenia
- Złoty Krzyż Zasługi (2011)[9]
- Krzyż Zasługi PRO SYRIA[10]